# بهاء فيصل
بهاء فيصل أبو سيف (مواليد 30 مايو 1995) لاعب كرة قدم أردني. كما لعب مع المنتخب الأردني تحت 17 سنة وكان هداف المنتخب، ومع المنتخب الأردني تحت سن 19 وسجل معه 8 أهداف. وتم استدعائه مؤخراً للمنتخب الأولمبي.

## الأهداف الدولية

### مع تحت 17
| #  | التاريخ     | المكان | الخصم | الأهداف | النتيجة | المنافسة        |
| -- | ----------- | ------ | ----- | ------- | ------- | --------------- |
| 1. | 27 أغسطس 27 | عمان   | سوريا | 1–0     | فوز     | ودية تحت 17 سنة |

### مع تحت 19
| #  | التاريخ        | المكان | الخصم     | الأهداف | النتيجة | المنافسة                                     |
| -- | -------------- | ------ | --------- | ------- | ------- | -------------------------------------------- |
| 1. | 22 مارس 2013   | عمان   | لبنان     | 2–2     | تعادل   | ودية تحت 19 سنة                              |
| 2. | 22 مارس 2013   | عمان   | لبنان     | 2–2     | تعادل   | ودية تحت 19 سنة                              |
| 3. | 24 مارس 2013   | عمان   | لبنان     | 1–0     | فوز     | ودية تحت 19 سنة                              |
| 4. | 25 أبريل 2013  | عمان   | تونس      | 4–1     | خسارة   | ودية تحت 19 سنة                              |
| 5. | 27 أبريل 2013  | عمان   | تونس      | 4–2     | خسارة   | ودية تحت 19 سنة                              |
| 6. | 27 أبريل 2013  | عمان   | تونس      | 4–2     | خسارة   | ودية تحت 19 سنة                              |
| 7. | 28 سبتمبر 2013 | عمان   | سريلانكا  | 4–0     | فوز     | ودية تحت 19 سنة                              |
| 8. | 8 أكتوبر 2013  | عمان   | أفغانستان | 2–1     | فوز     | تصفيات بطولة آسيا تحت 19 سنة لكرة القدم 2014 |
| 9. | 8 أكتوبر 2013  | عمان   | أفغانستان | 2–1     | فوز     | تصفيات بطولة آسيا تحت 19 سنة لكرة القدم 2014 |

### مع تحت 23
| #   | التاريخ        | المكان                          | الخصم     | الأهداف | النتيجة | المنافسة                                        |
| --- | -------------- | ------------------------------- | --------- | ------- | ------- | ----------------------------------------------- |
| 1.  | 18 مايو 2015   | ملعب طحنون بن محمد، العين       | قرغيزستان | 3–0     | 4–0     | تصفيات بطولة آسيا تحت 23 سنة لكرة القدم 2016    |
| 2.  | 20 مايو 2015   | ملعب طحنون بن محمد، العين       | الكويت    | 1–0     | 3–3     | تصفيات بطولة آسيا تحت 23 سنة لكرة القدم 2016    |
| 3.  | 20 مايو 2015   | ملعب طحنون بن محمد، العين       | الكويت    | 2–2     | 3–3     | تصفيات بطولة آسيا تحت 23 سنة لكرة القدم 2016    |
| 4.  | 20 مايو 2015   | ملعب طحنون بن محمد، العين       | الكويت    | 3–2     | 3–3     | تصفيات بطولة آسيا تحت 23 سنة لكرة القدم 2016    |
| 5.  | 30 سبتمبر 2015 | استاد عبد الله بن خليفة، الدوحة | اليمن     | 1–0     | 3–1     | بطولة اتحاد غرب آسيا لكرة القدم تحت 23 سنة 2015 |
| 6.  | 14 يناير 2016  | ملعب سحيم بن حمد، الدوحة        | فيتنام    | 1–0     | 3–1     | بطولة آسيا تحت 23 سنة لكرة القدم 2016           |
| 7.  | 14 يناير 2016  | ملعب سحيم بن حمد، الدوحة        | فيتنام    | 3–0     | 3–1     | بطولة آسيا تحت 23 سنة لكرة القدم 2016           |
| 8.  | 19 يوليو 2017  | ملعب دورا الدولي، الخليل        | بنغلاديش  | 5–0     | 7–0     | تصفيات بطولة آسيا تحت 23 سنة لكرة القدم 2018    |
| 9.  | 23 يوليو 2017  | ملعب دورا الدولي، الخليل        | طاجيكستان | 2–0     | 2–0     | تصفيات بطولة آسيا تحت 23 سنة لكرة القدم 2018    |
| 10. | 10 يناير 2018  | ملعب تشانغشو ‏، تشانغشو          | السعودية  | 1–0     | 2–2     | بطولة آسيا تحت 23 سنة لكرة القدم 2018           |
| 11. | 10 يناير 2018  | ملعب تشانغشو، تشانغشو           | السعودية  | 2–0     | 2–2     | بطولة آسيا تحت 23 سنة لكرة القدم 2018           |

### الفريق الأول
| #   | التاريخ        | المكان                                               | الخصم          | الأهداف | النتيجة | المنافسة                                      |
| --- | -------------- | ---------------------------------------------------- | -------------- | ------- | ------- | --------------------------------------------- |
| 1.  | 24 مارس 2016   | ستاد عمان الدولي، عمان، الأردن                       | بنغلاديش       | 6–0     | 8–0     | تصفيات كأس العالم 2018 – آسيا المرحلة الثانية |
| 2.  | 31 أغسطس 2016  | ملعب مدينة كميل شمعون الرياضية، بيروت، لبنان         | لبنان          | 1–1     | 1–1     | مباراة ودية                                   |
| 3.  | 15 أكتوبر 2018 | ملعب رييكا ‏، رييكا، كرواتيا                          | كرواتيا        | 1–2     | 1–2     | مباراة ودية                                   |
| 4.  | 26 مارس 2019   | مدينة البصرة الرياضية، البصرة، العراق                | العراق         | 2–3     | 2–3     | بطولة الصداقة الدولية 2019                    |
| 5.  | 11 يونيو 2019  | ستاد الملك عبد الله الثاني، عمان، الأردن             | إندونيسيا      | 1–0     | 4–1     | ودية                                          |
| 6.  | 5 سبتمبر 2019  | ملعب بلدية تايبيه، تايبيه، تايبيه الصينية            | تايبيه الصينية | 1–0     | 2–1     | تصفيات كأس العالم 2022 – آسيا الجولة الثانية  |
| 7.  | 15 أكتوبر 2019 | ستاد عمان الدولي، عمان، الأردن                       | نيبال          | 3–0     | 3–0     | تصفيات كأس العالم 2022 – آسيا الجولة الثانية  |
| 8.  | 19 نوفمبر 2019 | ملعب الملك عبد الله الثاني، عمان، الأردن             | تايبيه الصينية | 1–0     | 5–0     | تصفيات كأس العالم 2022 – آسيا الجولة الثانية  |
| 9.  | 19 نوفمبر 2019 | ملعب الملك عبد الله الثاني، عمان، الأردن             | تايبيه الصينية | 5–0     | 5–0     | تصفيات كأس العالم 2022 – آسيا الجولة الثانية  |
| 10. | 16 نوفمبر 2020 | ستاد عمان الدولي، عمان، الأردن                       | سوريا          | 1–0     | 1–0     | ودية                                          |
| 11. | 30 مارس 2021   | ستاد البحرين الوطني، الرفاع، البحرين                 | البحرين        | 1–0     | 2–1     | ودية                                          |
| 12. | 31 مايو 2021   | ستاد خالد بن محمد، الشارقة، الإمارات العربية المتحدة | فيتنام         | 1–0     | 1–1     | ودية                                          |
| 13. | 7 يونيو 2021   | استاد جابر الأحمد الدولي، مدينة الكويت، الكويت       | نيبال          | 1–0     | 3–0     | تصفيات كأس العالم 2022 – آسيا الجولة الثانية  |
| 14. | 7 يونيو 2021   | استاد جابر الأحمد الدولي، مدينة الكويت، الكويت       | نيبال          | 2–0     | 3–0     | تصفيات كأس العالم 2022 – آسيا الجولة الثانية  |
| 15. | 7 سبتمبر 2021  | ملعب البحرين الوطني، الرفاع، البحرين                 | البحرين        | 2–0     | 2–1     | ودية                                          |
| 16. | 12 أكتوبر 2021 | ملعب عمان الدولي، عمان، الأردن                       | أوزبكستان      | 1–0     | 3–0     | ودية                                          |
| 17. | 10 نوفمبر 2021 | ملعب فاضل فوكري، بريشتينا، كوسوفو                    | كوسوفو         | 1–0     | 2–0     | ودية                                          |

### إحصائيات دولية
آخر تحديث 7 يونيو 2021.
| منتخب الأردن لكرة القدم | منتخب الأردن لكرة القدم | منتخب الأردن لكرة القدم |
| السنة                   | الظهور                  | الاهداف                 |
| ----------------------- | ----------------------- | ----------------------- |
| 2016                    | 10                      | 2                       |
| 2017                    | 7                       | 0                       |
| 2018                    | 10                      | 1                       |
| 2019                    | 12                      | 6                       |
| 2020                    | 2                       | 1                       |
| 2021                    | 5                       | 4                       |
| المجموع                 | 46                      | 14                      |

## روابط خارجية
- بهاء فيصل على موقع ناشيونال فوتبول تيمز (الإنجليزية)
- بهاء فيصل على موقع Soccerway.com (الإنجليزية)